# 北大嶼郊野公園（擴建部份）

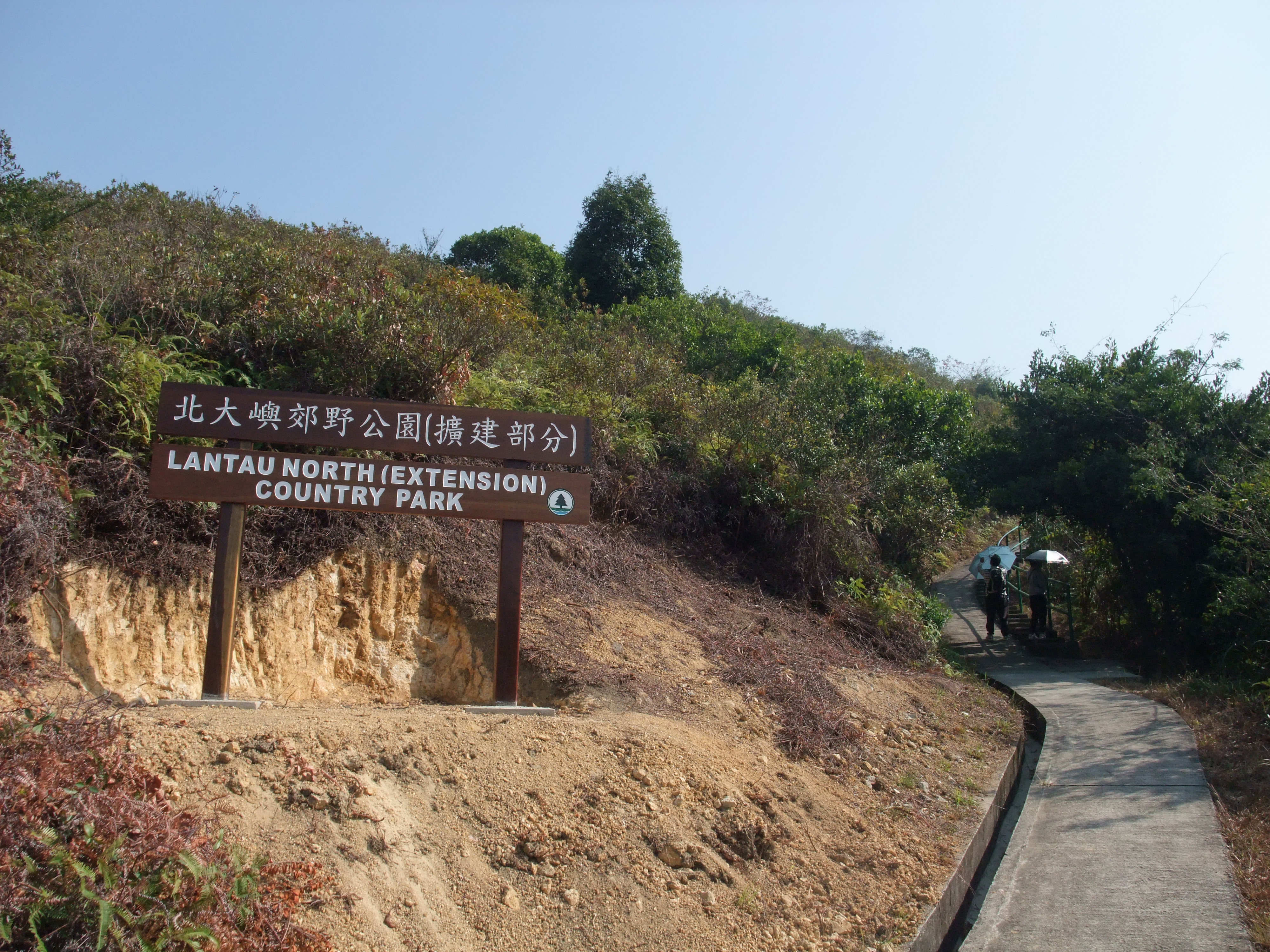
北大嶼郊野公園（擴建部份）入口，位於望渡坳近大蠔，東梅古道奧運徑段途經

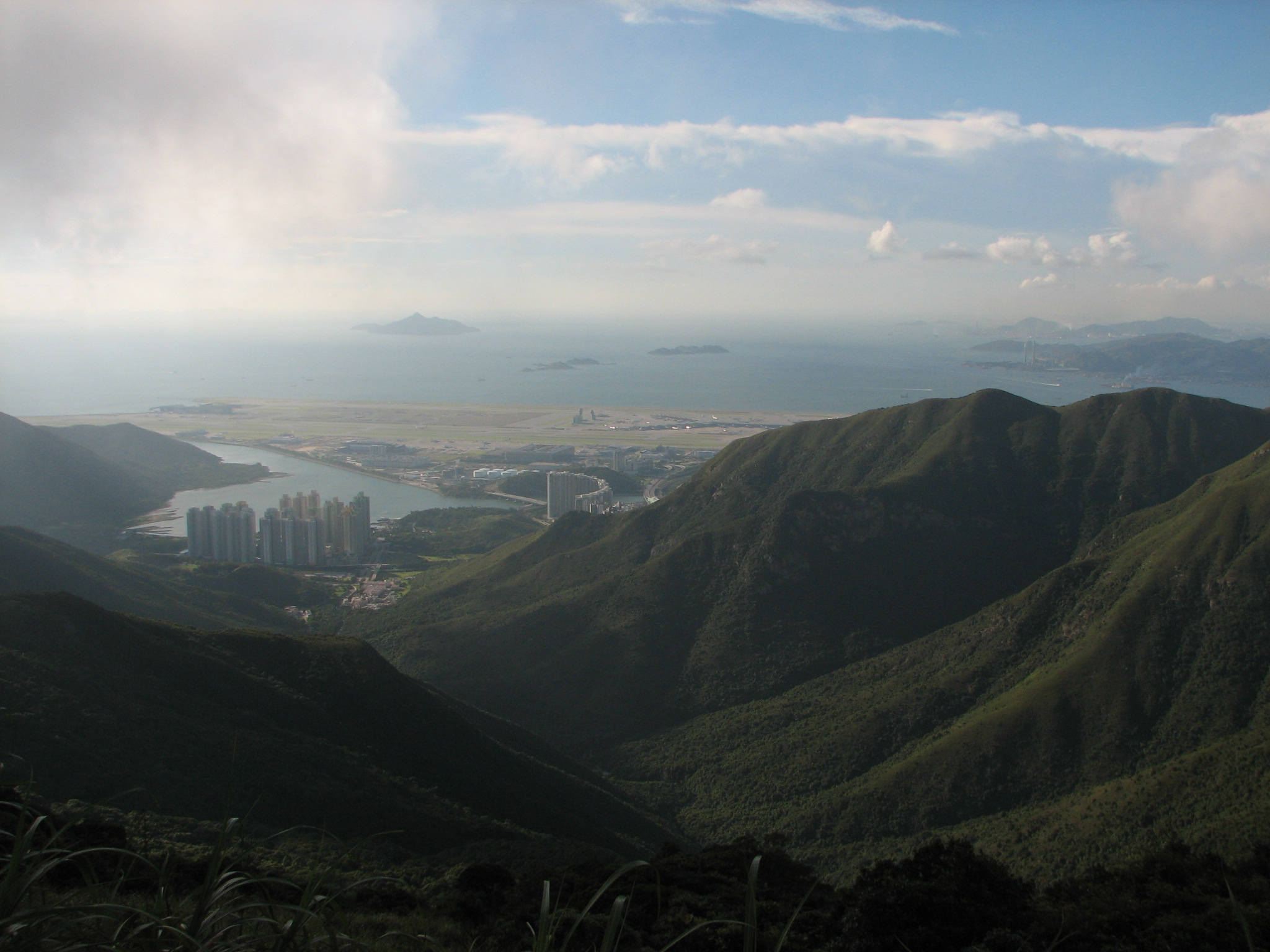
北大嶼郊野公園（擴建部份）內的黃龍坑和薄刀屻，遠方為東涌及香港國際機場（拍攝時當時尚未成為郊野公園）

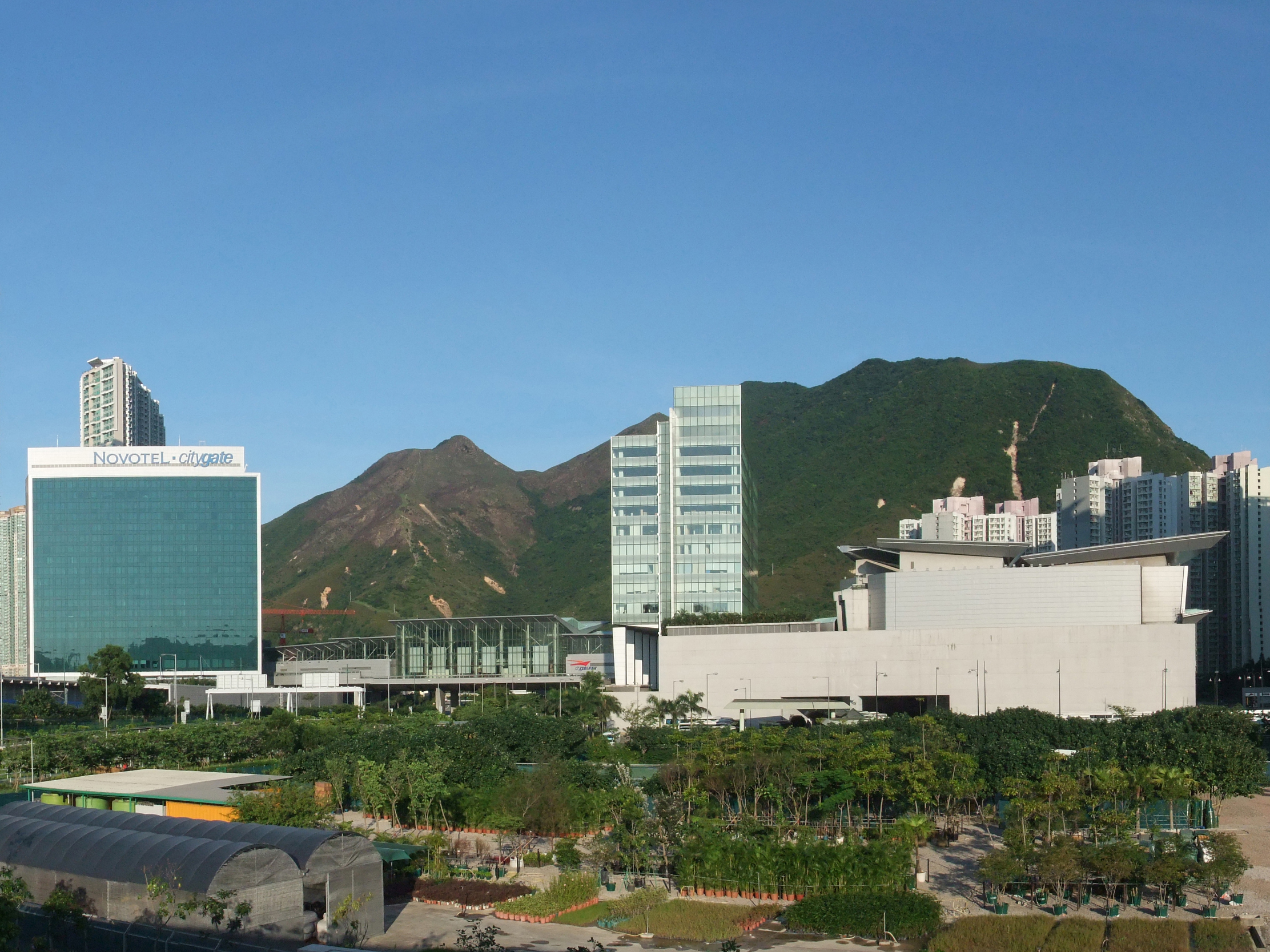
從東涌海濱路行山天橋上遙望北大嶼郊野公園（擴建部份）內的婆髻山和薄刀屻（拍攝時當時尚未成為郊野公園）

北大嶼郊野公園（擴建部份）（英語：Lantau North (Extension) Country Park），或稱北大嶼（擴建部份）郊野公園，是香港的一個郊野公園，位於大嶼山北部，佔地達2,360公頃。公園於2008年11月7日根據《2008年郊野公園（指定北大嶼郊野公園（擴建部分））令》正式劃定。該郊野公園是香港第24個郊野公園，香港主權移交後第二個劃定的郊野公園（第一個是龍虎山郊野公園），並成為大嶼山面積第二大的郊野公園。擴建北大嶼郊野公園的原因是為了補償香港機場核心計劃和新界西區其他基建對環境造成的破壞。

## 歷史
北大嶼郊野公園（擴建部份）的建議首見於1999年的施政報告。時任行政長官董建華於施政報告承諾擴建北大嶼郊野公園，把公園由2,200公頃擴建至4,200公頃，並原定於2001年落實。不過由於香港特區政府於2003年重新檢討大嶼山發展策略，公園擴建計劃一併納入研究，令計劃遲遲未能落實。
2007年中，由財政司司長唐英年領導的大嶼山發展專責小組，完成修訂大嶼山發展概念計劃，建議擴建北大嶼郊野公園及於大嶼山西南部設立西南大嶼山海岸公園。2008年1月4日，漁農自然護理署公佈，郊野公園及海岸公園管理局已擬備公園擴建部份的未定案地圖，並正式刊登憲報。市民可於其後60天內於指定的政府辦事處查閱，受影響的人士可提出反對及建議。
未定案地圖的憲報刊登之後，長春社指出公園範圍並未包括沙螺灣及頭一帶。沙螺灣及䃟頭一帶為全球僅見於香港的「優美纖春蜓香港亞種」蜻蜓的棲息地。香港鱗翅目學會會長饒戈亦指出，香港只有該兩處地方紀錄過普福來灰蝶、美姬灰蝶和藍咖灰蝶。長春社認為政府此舉是為了預留港珠澳大橋的落腳點，犧牲了兩處重要的蝴蝶棲息地。沙螺灣和鱟殼灣有一帶狀土地未有劃入郊野公園範圍，明顯地是預留土地興建車道。在大嶼山發展概念計劃中亦可見到計劃興建道路連接深屈至東涌（經沙螺灣和鱟殼灣）。
在網絡論壇上，亦有人指出公園擴建部份未包括東涌河和黃龍坑兩大河流和溪澗。憲報中提到「建議中的郊野公園大部分地方都是高山及高地幽谷，有不少天然林木和未受污染的溪流。山區中茂密的次生林地、高地樹林及淡水生境均具有高度的自然保育價值」。但現時的建議中似乎只側重於山地的保護，而忽略了淡水生境。但有人指出東涌河和黃龍坑一帶為私人土地或鄉村地帶，故未能劃入郊野公園範圍。
於60天的公眾查閱期內，僅有一名越野單車手提出反對。該名人士恐怕公園的設立會妨礙他在梅窩一帶踏騎越野單車。郊野公園及海岸公園管理局總監表示，單車手如欲在倡議的郊野公園內踏騎越野單車，可向其申請許可證，故反對無效。查閱期間，離島區議會和立法會環境事務委員會亦對郊野公園擴建部份無異議。
「北大嶼郊野公園（擴建部分）開幕暨健步樂」活動已於2008年11月23日舉行。時任環境局局長邱騰華帶領市民由東涌走到梅窩，即東梅古道，為該區一條難度較低的熱門路線。該活動由旅行家主持，名額2500名。值得一提的是，該行程雖全長約10公里，但當中僅有紅花顏至黃公田約0.7公里的一段位於郊野公園之內。
現時北大嶼郊野公園（擴建部份）內的山路不太連貫。開路的工作雖已在進行中，但相關的基建工程估計需要一至兩年方能完成。到時公園才會向公眾開放。因此政府呼籲市民如沒一定行山經驗，便暫時不要前住該郊野公園郊遊。另外，因為長期缺乏管理，除東涌附近之外，樹木茂盛程度不太理想。當局將會在園內大量植樹。
2010年末，連接亞婆塱和老虎頭的老虎頭郊遊徑正式開放。該郊遊徑是由舊有山徑擴闊而成，沿途多奇石，沒有樹蔭。郊遊徑的終點設於老虎頭山頂。遊人如不欲走回頭路，則可沿崎嶇的山脊直落愉景灣。榴花峒、大輋峒一帶的山徑亦有擴闊，相信將來應該會有官方山徑前往陰澳方向。

## 範圍
北大嶼郊野公園（擴建部份）範圍北至北大嶼山公路及北大嶼山新市鎮，南接北大嶼郊野公園，東至大山（竹篙灣以西的一座山），西至深屈村，包括禾寮墩、石獅山、薄刀屻、婆髻山、紅花顏、亞婆塱、望渡坳、禾上坳、老虎頭、榴花峒、二白坳、大輋峒、三白坳、犁壁山、四白坳、大山等高山地帶。

## 站外鏈結
- 漁農自然護理署 北大嶼（页面存档备份，存于）
- 北大嶼郊野公園(擴建部分)開幕禮
- 北大嶼郊野公園(擴建部分)開幕暨健步樂熱爆奧運徑
- 北大嶼郊野公園(擴建部分)啟用 修繕工程正進行中